# كيرن موريس
كيرن موريس (بالإنجليزية: Kieran Morris)‏ هو لاعب قذف أيرلندي، ولد في 14 يونيو 1990.